# 十日町松竹
十日町松竹（とおかまちしょうちく）は、かつて新潟県十日町市の十日町娯楽会館にあった映画館。1968年（昭和43年）12月30日に開館した。2004年（平成16年）10月23日に起こった新潟県中越地震で建物が半壊し、そのまま休館（事実上の閉館）を余儀なくされた。

## 歴史

### 年表
- 1941年（昭和16年）春 : 旬街劇場が開館。
- 1953年（昭和28年）7月 : 十日町松映が開館。
- 1968年（昭和43年）12月30日 : 十日町娯楽会館に十日町松竹が開館。
- 2004年（平成16年）10月23日 : 新潟県中越地震で被災して休館。

### 前身の劇場
新潟県中魚沼郡十日町の旬街座（じゅんがいざ）では、1938年（昭和13年）に観客69人が死亡する十日町映画館崩壊事故が起こっている。1941年（昭和16年）春に開館した旬街劇場（じゅんがいげきじょう）が十日町松竹の前身である。旬街劇場は木造2階建てであり、座席数562席を有する劇場だったが、1953年（昭和28年）3月7日にボイラー室から出火し、劇場と経営者宅の計150坪が全焼した。観客にけが人はいない。
旬街劇場の火災から4か月後の1953年7月には、鉄筋コンクリート造2階建てで304席の劇場が再建され、十日町松映（とおかまちしょうえい）という名称で開館した。戦後の十日町市には十日町松映のほかに十日町映劇（十日町映画劇場、旧・松竹館）もあり、全国の映画観客数がピークを迎えた1958年（昭和33年）にはこの2館だけで年間600本が上映されて36万人が入場した。
1963年（昭和38年）には十日町松映の隣接地に、座席数100席と小規模な洋画専門館の十日町パレス劇場が開館している。1965年（昭和40年）には十日町松映・十日町パレス劇場・十日町映劇の3館で12万6000人が入場しているが、7年前のピーク時に比べると1/3程度にまで減少している。

### 十日町松竹
十日町松映の後継館として、1968年（昭和43年）12月30日、本町5丁目の十日町娯楽会館の1階に十日町松竹が開館した。なお十日町娯楽会館に隣接して、1938年の映画館崩壊事故の犠牲者を供養する深雪観音旬街堂があったが、後に堂は取り壊されて碑だけが残っている。
1996年（平成8年）には南魚沼郡六日町（現・南魚沼市）のジャスコ六日町店（現・イオン六日町店）に六日町シネマが開館し、十日町松竹が委託されて運営を行っていたが、六日町シネマは新潟県中越地震後の2006年（平成18年）5月28日に閉館している。六日町シネマはイベントを行うスペースを映画館にしたため前方に客が座るとスクリーンに人の頭が映ってしまうことから低い席として11月中旬から3月いっぱいの冬場は日本の映画館で唯一、こたつを設置して夏場は座敷になっていた。また、館内へ飲食物の持ち込みは自由だった。
2004年（平成16年）10月23日には新潟県中越地震が発生し、震度6強を観測した十日町市は9人の死者を出した。十日町娯楽会館の建物は半壊して営業の継続が不可能となり、そのまま休館（事実上の閉館）に追い込まれた。なお、十日町娯楽会館北側から崩れ落ちた壁面の下敷きになった1人が死亡している。十日町松竹の休館によって十日町市から常設映画館がなくなったが、十日町松竹の経営者は閉館後も映画の移動上映を行っている。十日町娯楽会館は2012年（平成24年）以後に取り壊され、跡地には2015年（平成27年）6月に十日町産業文化発信館「いこて」が開館している。

### 閉館後
十日町松竹の休館から3年後の2007年（平成19年）12月15日には、ミニシアター系の作品を上映する十日町シネマパラダイスが開館した。十日町シネマパラダイスは10年後の2018年（平成30年）3月11日をもって閉館し、再び十日町市から映画館がなくなった。